# Broken Teeth
Broken Teeth ist eine nordenglische Hardcore-Band. Um Verwechslungen mit einer gleichnamigen, US-amerikanischen Rockband zu vermeiden, firmiert sie auch unter dem Namen Broken Teeth HC.

## Geschichte
Die Band wurde 2007 von Musikern aus Manchester und Leeds gegründet. Die Stammbesetzung besteht aus Sänger Dale Graham, Gitarrist Dave Egan und Schlagzeuger Adam Kelly. Graham und Kelly waren Schulfreunde, die anderen Mitglieder waren den beiden durch gemeinsame Besuche von Konzerten bekannt. Die Positionen des zweiten Gitarristen und des Bassisten wurden häufig neu besetzt. Der Kern der Band ist in Manchester beheimatet, einige Mitglieder wohnten oder wohnen aber über Großbritannien verteilt, und die Band ist häufig auf Tournee. In der Folge hatte die Band selten Zeit, gemeinsam neues Material zu schreiben, und weist trotz des langjährigen Bestehens nur ein kleines Œuvre auf.
2015 spielten Broken Teeth auf der Persistence Tour und auf dem französischen Hellfest. 2015, 2017 und 2018 spielten sie auf dem Outbreak Fest im britischen Leeds, 2016 auf dem belgischen Groezrock und 2018 auf dem Endless Summer und dem Summer Breeze, dem tschechischen Brutal Assault und dem belgischen Ieperfest.

## Stil
Der Metal Hammer beschreibt den Stil des Albums At Peace Amongst Chaos als Stücke mittleren Tempos mit zahlreichen Mosh-Passagen und „mehr als eigenwilligem Sound“. Das Magazin zog Parallelen zur US-amerikanischen Metalcore-Band Merauder. Auch das Ox-Fanzine zog Parallelen zu Merauder und definierte die Musik von Broken Teeth als „wütende Riffsalven zwischen Brachial-Thrash und Newschool-Hardcore“. Das Ergebnis sei „eine derart gewaltige Mischung aus Hardcore und Metal, wie man sie heute nicht oft geboten bekommt“.
Die Band tourt gelegentlich mit Thrash-Metal-Bands wie Testament, sieht sich jedoch als reine Hardcore-Band. Schlagzeuger Adam Kelly gab in einem Interview an, dass die Musik der Band in Teilen durch die brasilianische Band Sepultura beeinflusst worden sei. Die Texte der Band befassen sich primär mit der Unterdrückung des Menschen in der heutigen Gesellschaft, mit persönlichen Gefühlen wie Angst und Wut und der Ablehnung von Konformität.

## Diskografie
- 2009: Broken Teeth (EP, Power Negi Records)
- 2011: The Seeker (EP, Purgatory Records)
- 2012: Ain't No Rest for the Wicked (EP, Purgatory Records)
- 2014: Split-EP mit The Mongoloids (6131 Records)
- 2016: At Peace Amongst Chaos (Nuclear Blast)